# Heinrich Federer

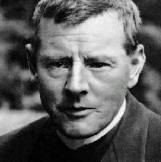
Heinrich Federer

Heinrich Federer, född 6 oktober 1866, död 29 april 1928, var en schweizisk författare.
Federer var en förtrogen skildrare av folkliv och natur i Schweiz och Italien. Bland Federers romaner märks Franz von Assisi (1908), Lachweiler Geschichten (1911), Berge und Menschen (1911), Pilatus (1912), Sisto e Sesto (1913), Das Mätteliseppi (1916), Patria! (1916), Umbrische Geschichten (1921), Papst und Kaiser im Dorf (1925), samt Am Fenster (1928).